# ディバタグ
ディバタグ（Ammodorcas clarkei）は、ウシ科ディバタグ属に分類される偶蹄類。本種のみでディバタグ属を構成する（単型）。

## 分布
エチオピア東部、ソマリア

## 形態
体長150-170cm。尾長30-36cm。肩高80-88cm。体重20-32kg。頸部は非常に長い。尾は細長く先端は踵に達し、基部の断面は円形。背面の毛衣は赤や赤紫がかった灰褐色で、眼の周囲や腹面、臀部の毛衣は白い。正中線および吻端から眼にかけて暗赤褐色の筋模様が入り、これらの筋模様の間に白い筋模様が入る。
脳頭蓋（眼窩より後方の頭骨）は顔面頭蓋（眼窩後端より前の部分）の1/3と短い。眼下部にある臭腺（眼下腺）は眼窩の中にある。吻端の体毛が無く露出した板状の皮膚（鼻鏡）は狭く、上唇は突出し可動性がある。四肢は非常に長い。後肢基部の内側（鼠蹊腺）や蹄の間（蹄間腺）には臭腺が無い。
オスにのみ後方へ湾曲した後に先端が前方へ向かう、「く」やアルファベットの「L」字状の角がある。角長25-34cm。角の基部は断面が円形で、5-10の節がある。乳頭の数は4。

## 生態
サバンナ、雨季には草原にも生息する。単独やペア、もしくはオス1頭、メス3-5頭からなる小規模な群れを形成し生活する。薄明薄暮性で、昼間は木陰や茂みの中で休む。危険を感じると頸部や尾を直立させ反らしながら逃げる。和名や英名（Dibatag）は「尾を立てる」という意味のソマリ語に由来する。
食性は植物食で、主に木の芽や葉を食べるが、草や果実も食べる。高い場所にある木の葉は後肢だけで直立しながら食べる。
繁殖形態は胎生。妊娠期間は12か月。主に3-5月に1回に1頭の幼獣を産む。

## 人間との関係
放牧、紛争、毛皮目的の乱獲などにより生息数は激減している。また旱魃によっても生息数が減少している。エチオピアでは1971年に法的に狩猟が禁止されているが、密猟される事もある。